# إلبا ايتفوت
إلبا ايتفوت (بالإنجليزية: Elba Lightfoot)‏ (و. 1901 – م) هي رسامة من الولايات المتحدة الأمريكية.